# Кодень (гміна)
Гміна Кодень (пол. Gmina Kodeń) — сільська гміна у східній Польщі. Належить до Більського повіту Люблінського воєводства. Адміністративним центром гміни є однойменне село.
Станом на 31 грудня 2011 у гміні проживало 3778 осіб.

## Площа
Згідно з даними за 2007 рік площа гміни становила 150.33 км², у тому числі:
- орні землі: 65.00 %
- ліси: 27.00 %

Таким чином, площа гміни становить 5.46 % площі повіту.

## Населення
Станом на 31 грудня 2011:
| Опис     | Загалом | Загалом | Чоловіки | Чоловіки | Жінки | Жінки |
| -------- | ------- | ------- | -------- | -------- | ----- | ----- |
| одиниця  | осіб    | %       | осіб     | %        | осіб  | %     |
| все      | 3778    | 100     | 1830     | 48.44    | 1948  | 51.56 |
| міське   | 0       | 100     | 0        |          | 0     |       |
| сільське | 3778    | 100     | 1830     | 48.44    | 1948  | 51.56 |

## Сусідні гміни
Гміна Кодень межує з такими гмінами: Піщаць, Славатичі, Тереспіль, Тучна.

## Історія
За польськими підрахунками станом на 2 червня 1947 року, у гміні Кодень налічувалося 1096 українців (401 родина), у гміні Заболоття — 2054 українців (569 родин), які підлягали виселенню у північно-західні воєводства згідно з планом депортації українського населення у рамках операції «Вісла».